# Frankliniella bondari
Frankliniella bondari (лат.) — вид трипсов рода Frankliniella (Thripinae, Thysanoptera). Северная Америка, Центральная Америка и Карибский бассейн.

## Описание
Встречаются макроптерные и микроптерные формы F. bondari. Этот вид принадлежит к группе Frankliniella, у которых голова выступает за передний край глаз. Отличительные признаки: тело, передние крылья, ноги бледные; голова выступает за передний край сложных глаз; голова без волосков PO1, волоски OC3 в положении 2B. Пронотум с 2 волосками mAM. Метанотум без кампановидных сенсилл. Гребень тергита VIII брюшка неполный. Вид впервые описал американский энтомолог Джозеф Дуглас Худ (1889—1966).